# Lista satelor de vacanță din provincia Alberta
Lista satelor de vacanță din provincia Alberta, Canada
| Nume              | District                     | Incorporat data (sat de vacanță) | Populație (anul)         | Populație (2011) | Populație (2006) | Diferență (%) | Suprafață (km²) | Populație densitate (pe km²) |
| ----------------- | ---------------------------- | -------------------------------- | ------------------------ | ---------------- | ---------------- | ------------- | --------------- | ---------------------------- |
| Argentia Beach    | Wetaskiwin No. 10, County of | 1 ianuarie 1967                  | &&&&&&&&&&&&&&-1.1000000 | 15               | 52               | −71,2         | 0,69            | 21,6                         |
| Betula Beach      | Parkland County              | 1 ianuarie 1960                  | &&&&&&&&&&&&&&-1.1000000 | 10               | 15               | −33,3         | 0,18            | 54,5                         |
| Birch Cove        | Lac Ste. Anne County         | 31 decembrie 1988                | &&&&&&&&&&&&&&-1.1000000 | 45               | 38               | 18,4          | 0,29            | 157,8                        |
| Birchcliff        | Lacombe County               | 1 ianuarie 1972                  | &&&&&&&&&&&&&&-1.1000000 | 112              | 125              | −10,4         | 0,98            | 114                          |
| Bondiss           | Athabasca County             | 1 ianuarie 1983                  | &&&&&&&&&&&&&&-1.1000000 | 106              | 131              | −19,1         | 1,33            | 79,9                         |
| Bonnyville Beach  | Bonnyville No. 87, M.D. of   | 1 ianuarie 1958                  | &&&&&&&&&&&&&&-1.1000000 | 95               | 97               | −2,1          | 0,38            | 253,2                        |
| Burnstick Lake    | Clearwater County            | 31 decembrie 1991                | &&&&&&&&&&&&&&-1.1000000 | 16               | 43               | −62,8         | 0,18            | 89,9                         |
| Castle Island     | Lac Ste. Anne County         | 1 ianuarie 1955                  | &&&&&&&&&&&&&&-1.1000000 | 19               | 22               | −13,6         | 0,05            | 361,9                        |
| Crystal Springs   | Wetaskiwin No. 10, County of | 1 ianuarie 1957                  | &&&&&&&&&&&&&&-1.1000000 | 90               | 112              | −19,6         | 0,58            | 156                          |
| Ghost Lake        | Bighorn No. 8, M.D. of       | 31 decembrie 1953                | &&&&&&&&&&&&&&-1.1000000 | 81               | 78               | 3,8           | 0,63            | 129,4                        |
| Golden Days       | Leduc County                 | 1 ianuarie 1965                  | &&&&&&&&&&&&&&-1.1000000 | 141              | 207              | −31,9         | 2,27            | 62                           |
| Grandview         | Wetaskiwin No. 10, County of | 1 ianuarie 1967                  | &&&&&&&&&&&&&&-1.1000000 | 108              | 127              | −15           | 0,8             | 135,6                        |
| Gull Lake         | Lacombe County               | 1 septembrie 1993                | &&&&&&&&&&&&&&-1.1000000 | 122              | 204              | −40,2         | 0,7             | 174,9                        |
| Half Moon Bay     | Lacombe County               | 1 ianuarie 1978                  | &&&&&&&&&&&&&&-1.1000000 | 38               | 32               | 18,8          | 0,17            | 229,2                        |
| Horseshoe Bay     | St. Paul No. 19, County of   | 1 ianuarie 1985                  | &&&&&&&&&&&&&&-1.1000000 | 37               | 214              | −82,7         | 1,04            | 35,4                         |
| Island Lake       | Athabasca County             | 1 ianuarie 1958                  | &&&&&&&&&&&&&&-1.1000000 | 243              | 351              | −30,8         | 1,45            | 167,8                        |
| Island Lake South | Athabasca County             | 1 ianuarie 1983                  | &&&&&&&&&&&&&&-1.1000000 | 72               | 105              | −31,4         | 0,63            | 114,3                        |
| Itaska Beach      | Leduc County                 | 30 iunie 1953                    | &&&&&&&&&&&&&&-1.1000000 | 20               | 35               | −42,9         | 0,28            | 70,8                         |
| Jarvis Bay        | Red Deer County              | 1 ianuarie 1986                  | &&&&&&&&&&&&&&-1.1000000 | 203              | 183              | 10,9          | 0,55            | 371,1                        |
| Kapasiwin         | Parkland County              | 1 septembrie 1993                | 14 (2012)                | 10               | 15               | −33,3         | 0,31            | 32,3                         |
| Lakeview          | Parkland County              | 25 octombrie 1913                | &&&&&&&&&&&&&&-1.1000000 | 26               | 36               | −27,8         | 0,33            | 78,8                         |
| Larkspur          | Westlock County              | 1 ianuarie 1985                  | &&&&&&&&&&&&&&-1.1000000 | 38               | 56               | −32,1         | 0,22            | 172                          |
| Ma-Me-O Beach     | Wetaskiwin No. 10, County of | 31 decembrie 1948                | &&&&&&&&&&&&&&-1.1000000 | 113              | 155              | −27,1         | 0,65            | 173,4                        |
| Mewatha Beach     | Athabasca County             | 1 ianuarie 1978                  | &&&&&&&&&&&&&&-1.1000000 | 79               | 167              | −52,7         | 0,78            | 101,9                        |
| Nakamun Park      | Lac Ste. Anne County         | 1 ianuarie 1966                  | &&&&&&&&&&&&&&-1.1000000 | 36               | 88               | −59,1         | 0,41            | 88,7                         |
| Norglenwold       | Red Deer County              | 1 ianuarie 1965                  | &&&&&&&&&&&&&&-1.1000000 | 232              | 270              | −14,1         | 0,67            | 345,2                        |
| Norris Beach      | Wetaskiwin No. 10, County of | 31 decembrie 1988                | &&&&&&&&&&&&&&-1.1000000 | 46               | 40               | 15            | 0,16            | 285,5                        |
| Parkland Beach    | Ponoka County                | 1 ianuarie 1984                  | &&&&&&&&&&&&&&-1.1000000 | 124              | 135              | −8,1          | 0,93            | 133,8                        |
| Pelican Narrows   | Bonnyville No. 87, M.D. of   | 1 iulie 1979                     | &&&&&&&&&&&&&&-1.1000000 | 162              | 141              | 14,9          | 0,7             | 230                          |
| Point Alison      | Parkland County              | 31 decembrie 1950                | 10 (2013)                | 15               | 15               | 0             | 0,16            | 92,9                         |
| Poplar Bay        | Wetaskiwin No. 10, County of | 1 ianuarie 1967                  | &&&&&&&&&&&&&&-1.1000000 | 80               | 84               | −4,8          | 0,79            | 101                          |
| Rochon Sands      | Stettler No. 6, County of    | 17 mai 1929                      | &&&&&&&&&&&&&&-1.1000000 | 65               | 66               | −1,5          | 2,32            | 28                           |
| Ross Haven        | Lac Ste. Anne County         | 1 ianuarie 1962                  | &&&&&&&&&&&&&&-1.1000000 | 137              | 198              | −30,8         | 0,7             | 194,5                        |
| Sandy Beach       | Lac Ste. Anne County         | 1 ianuarie 1956                  | &&&&&&&&&&&&&&-1.1000000 | 223              | 239              | −6,7          | 2,43            | 91,8                         |
| Seba Beach        | Parkland County              | 20 august 1920                   | &&&&&&&&&&&&&&-1.1000000 | 143              | 203              | −29,6         | 0,71            | 201,1                        |
| Silver Beach      | Wetaskiwin No. 10, County of | 31 decembrie 1953                | &&&&&&&&&&&&&&-1.1000000 | 52               | 47               | 10,6          | 0,66            | 78,2                         |
| Silver Sands      | Lac Ste. Anne County         | 1 ianuarie 1969                  | 154 (2012)               | 85               | 173              | −50,9         | 2,35            | 36,2                         |
| South Baptiste    | Athabasca County             | 1 ianuarie 1983                  | &&&&&&&&&&&&&&-1.1000000 | 52               | 69               | −24,6         | 1,05            | 49,6                         |
| South View        | Lac Ste. Anne County         | 1 ianuarie 1970                  | 76 (2012)                | 35               | 115              | −69,6         | 0,69            | 51                           |
| Sunbreaker Cove   | Lacombe County               | 31 decembrie 1990                | &&&&&&&&&&&&&&-1.1000000 | 69               | 137              | −49,6         | 0,49            | 140,6                        |
| Sundance Beach    | Leduc County                 | 1 ianuarie 1970                  | &&&&&&&&&&&&&&-1.1000000 | 82               | 102              | −19,6         | 0,42            | 196,2                        |
| Sunrise Beach     | Lac Ste. Anne County         | 31 decembrie 1988                | &&&&&&&&&&&&&&-1.1000000 | 149              | 170              | −12,4         | 1,72            | 86,4                         |
| Sunset Beach      | Athabasca County             | 1 mai 1977                       | &&&&&&&&&&&&&&-1.1000000 | 44               | 88               | −50           | 0,99            | 44,4                         |
| Sunset Point      | Lac Ste. Anne County         | 1 ianuarie 1959                  | &&&&&&&&&&&&&&-1.1000000 | 221              | 242              | −8,7          | 1,11            | 198,6                        |
| Val Quentin       | Lac Ste. Anne County         | 1 ianuarie 1966                  | &&&&&&&&&&&&&&-1.1000000 | 157              | 181              | −13,3         | 0,3             | 522,5                        |
| Waiparous         | Bighorn No. 8, M.D. of       | 1 ianuarie 1986                  | &&&&&&&&&&&&&&-1.1000000 | 42               | 49               | −14,3         | 0,41            | 103                          |
| West Baptiste     | Athabasca County             | 1 ianuarie 1983                  | &&&&&&&&&&&&&&-1.1000000 | 52               | 104              | −50           | 0,6             | 86,2                         |
| West Cove         | Lac Ste. Anne County         | 1 ianuarie 1963                  | &&&&&&&&&&&&&&-1.1000000 | 121              | 169              | −28,4         | 1,21            | 100,1                        |
| Whispering Hills  | Athabasca County             | 1 ianuarie 1983                  | &&&&&&&&&&&&&&-1.1000000 | 108              | 125              | −13,6         | 1,73            | 62,3                         |
| White Sands       | Stettler No. 6, County of    | 1 ianuarie 1980                  | &&&&&&&&&&&&&&-1.1000000 | 91               | 120              | −24,2         | 1,6             | 57                           |
| Yellowstone       | Lac Ste. Anne County         | 1 ianuarie 1965                  | 131 (2012)               | 124              | 170              | −27,1         | 0,28            | 438,5                        |
| Total             | –                            | –                                | –                        | 4.586            | 6.140            | −25,3         | 41,06           | 111,7                        |